# 185101 Balearicuni
185101 Balearicuni este o planetă minoră (asteroid), cu un diametru de 2,378 km, din centura de asteroizi. A fost descoperită pe 19 septembrie 2006 la Observatorio Astronómico de La Sagra⁠(d) de Observatorul Astronomic din Mallorca⁠(d) și a fost numită după Universitat de les Illes Balears⁠(d). 
Obiectul prezintă o orbită caracterizată de o semiaxă mare de 2,6945463350919 UAi, o excentricitate de 0,088415849635445, o înclinație de 1,1038777752305 ° în raport cu ecliptica.